# Cystodermella
Cystodermella é um gênero de fungos da família Agaricaceae, que compreende cerca de 12 espécies, observando a produção de corpos de frutos basidiocarpo agárico, com um píleo, lâminas brancas e estipe com um anel fino e efêmero. O gênero foi concebido por Harri Harmaja em 2002, dividindo o gênero mais antigo, Cystoderma, em três gêneros independentes: Cystoderma, Ripartitella e Cystodermella; em grande parte com base em diferenças microscópicas. As espécies de Cystodermella possuem esporos não amiloides e às vezes cistites. Os esporos, em contraste com Ripartitella, não são equinulados. As espécies do gênero têm um modo saprótrofico de nutrição e são encontradas em todo o mundo.

## Espécies
- Cystodermella adnatifolia (Peck) Harmaja 2002
- Cystodermella ambrosii (Bres.) Harmaja 2002
- Cystodermella australis (A.H.Sm. & Singer) Vizzini 2008
- Cystodermella cinnabarina (Alb. & Schwein.) Harmaja 2002
- Cystodermella contusifolia (Pegler) Harmaja 2002
- Cystodermella cristallifera  (Thoen) Harmaja 2002
- Cystodermella elegans (Beeli) Harmaja 2002
- Cystodermella freirei (Justo & M.L.Castro) Vizzini 2008
- Cystodermella granulosa (Batsch) Harmaja 2002 – (Reino Unido)[1][2]
- Cystodermella japonica (Thoen & Hongo) Harmaja 2002
- Cystodermella lactea Musumeci 2006
- Cystodermella myriadocystis (Heinem. & Thoen) Harmaja 2002
- Cystodermella papallactae (I.Saar & Læssøe) Vizzini 2008
- Cystodermella subpurpurea  (A.H.Sm. & Singer) Harmaja 2002